# Nancy Bird-Walton
Nancy Bird-Walton AO, OBE, OSJ (16 d'octubre de 1915, Kew, Nova Gal·les del Sud, Austràlia-13 de gener de 2009, Mosman, un barri de Sídney, Nova Gal·les del Sud) va ser una pionera de l'aviació. A l'edat de 19 anys, va obtenir la llicència de pilota, fou la dona australiana més jove a aconseguir-ho. Va fundar posteriorment un servei mèdic aeri a Outback, a Nova Gal·les del Sud, la qual cosa li va valer l'àlies de "The Angel of the Outback" ('L'àngel d'Outback'). El 1950 va fundar l'associació australiana de dones pilotes, anomenada Australian Women Pilots' Association.

## Biografia personal
Nancy va ser una dels sis fills fruit del matrimoni format per William i Fanny Bird. La família Bird es va traslladar de Kew a Sídney quan Nancy era encara molt jove. Va acudir a l'escola de Collaroy fins als 13 anys. Durant la Gran depressió va haver de deixar el col·legi i ajudar el seu pare com a assistenta en el comerç de mercaderies que tenien a Mount George a la ciutat de Taree.
A l'edat de 24 anys va contreure matrimoni amb el britànic Charles Walton, amb el qual va tenir una filla i un fill. Després del matrimoni va vincular el seu cognom de soltera amb el seu nom, inscrivint-se com Nancy-Bird Walton.

## Carrera professional

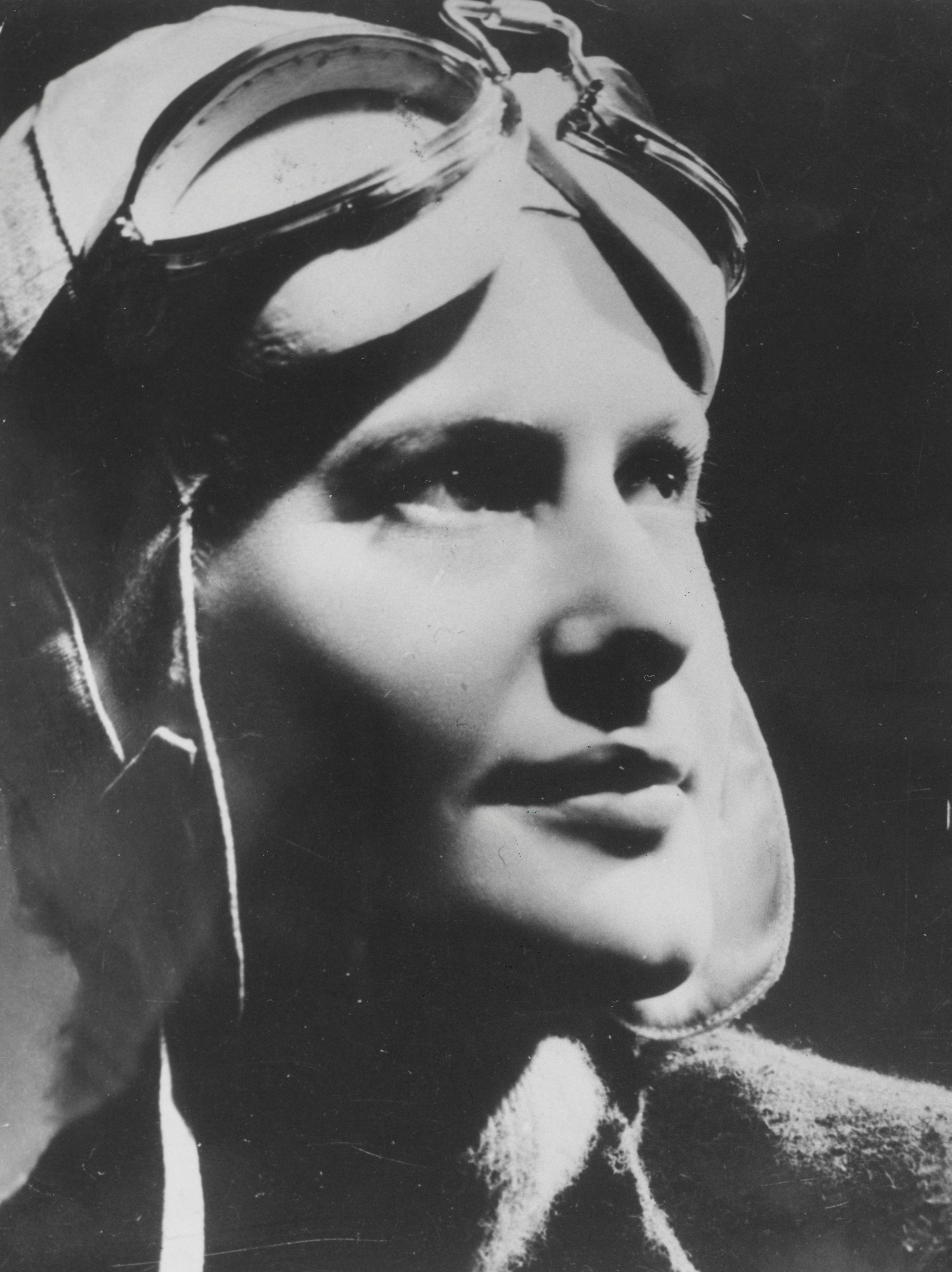
Nancy Bird (1939)

El 1933, amb 18 anys, Nancy Bird va ser instruïda en lliçons de vol per sir Charles Kingsford Smith. Després d'aprovar l'examen de vol l'11 d'agost de 1933, va adquirir amb el suport financer dels seus pares un biplà monomotor, del tipus De Havilland Gipsy Moth. Amb aquesta aeronau va realitzar primerament vols panoràmics sota la supervisió d'un pilot associat. Després de completar 200 vols en solitari, se li va concedir la llicència de pilot d'aviació.
Durant els seus viatges amb avió a través d'Austràlia, va promoure la fundació d'un servei mèdic aeri a Outback, Nova Gal·les del Sud. El 1935 va començar el treball com a pilota de l'organització Royal Far West Children's Health Scheme amb el seu propi avió Havilland. La seua labor consistia a transportar pacients, mares i nounats, així com personal d'assistència sanitària. D'aquesta manera, es va convertir en la primera pilota d'Austràlia a efectuar vols comercials.
Nancy Bird-Walton va participar el 1936 en una cursa aèria des d'Adelaide fins a Brisbane i va guanyar el guardó corresponent. El 1938 va treballar per a l'aerolínia holandesa KLM i va viure a Europa fins a l'inici de la segona guerra mundial. El 1950 va fundar l'Australian Women Pilots' Association, AWPA, en la qual va exercir com a presidenta fins a 1990. Altres fonts indiquen que la seua presidència va durar cinc anys. A partir de 1958 va tornar a exercir com a pilota. Va participar tres vegades en una competició per a dones pilotes als Estats Units, anomenada Powder Puff Derby. En la seua primera participació, va acabar en cinquè lloc entre les 61 participants.

## Honors
Durant la seua vida, Nancy Bird-Walton va ser guardonada amb l'Orde de l'Imperi britànic (OBE) el 1966, l'Orde d'Austràlia el 1990 i nomenada Dama del Venerable Orde de Sant Joan de Jerusalem. Va ser declarada per la National Trust of Austràlia el 1997 una de les personalitats australianes més destacades de la història.
El primer Airbus A380 adquirit per l'aerolínia australiana Qantas va ser anomenat en el seu honor.

## Publicacions
- Nancy Bird-Walton va escriure la seua autobiografia el 1990, titulada My God! It's a woman: The inspiring story of one woman's courage and determination to fly. Harper Collins Publishers. ISBN  0-7322-7370-6.